# Sławno (Jędrzejewo)
Sławno – (niem. Stenzlau) przysiółek wsi Jędrzejewo w Polsce, położony w województwie kujawsko-pomorskim, w powiecie świeckim, w gminie Lniano. Wchodzi w skład sołectwa Jędrzejewo.
W latach 1975–1998 przysiółek administracyjnie należał do województwa bydgoskiego.